# Maurica bellieri
Maurica bellieri là một loài bướm đêm thuộc phân họ Arctiinae, họ Erebidae.